# Broadhurst Reef
Broadhurst Reef är ett rev på Stora barriärrevet i Australien.   Det ligger 100 km nordost om Townsville i delstaten Queensland. Revet består av två delar, Big Broadhurst Reef och Little Broadhurst Reef.